# Comissão Néstor Paz Zamora

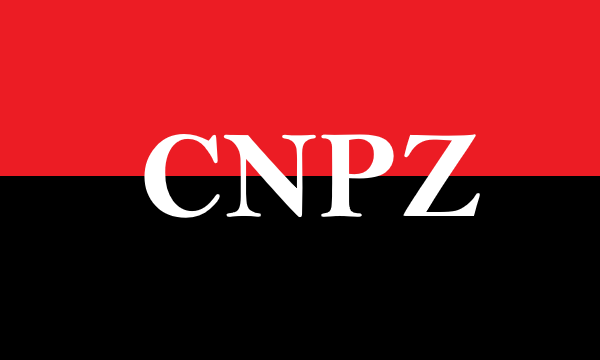
Bandeira da guerrilha Comisión Néstor Paz Zamora.

A Comissão Néstor Paz Zamora (em castelhano:  Comisión Néstor Paz Zamora; CNPZ) foi um movimento guerrilheiro boliviano de tendência marxista-leninista que se tornou conhecido publicamente em outubro de 1990. Esse grupo recebeu o nome de Nestor Paz Zamora, irmão de Jaime Paz Zamora, então presidente da Bolívia. O guerrilheiro Nestor Paz Zamora havia participado da Guerrilha Ñancahuazú na década de 1970.

## História
Em 11 de junho de 1990, integrantes do grupo sequestraram o empresário Jorge Lonsdale, diretor da empresa de engarrafamento Vascal (distribuidora da Coca-Cola), acionista do jornal La Razón e membro do clube social de La Paz. Os familiares de Lonsdale e as autoridades inicialmente não sabiam que seu sequestro era o ato de uma manobra política ou um caso de sequestro realizado por criminosos comuns.
Os membros do grupo divulgavam sua existência com pichações com as suas iniciais e a frase Bolivia digna y soberana. O grupo atraiu a atenção internacional pela primeira vez após um ataque a uma guarita dos marines na embaixada dos Estados Unidos em 11 de outubro de 1990. No mesmo dia, durante um atentado a bomba, um guarda da polícia foi morto a tiros e outro ficou ferido; além disso, o grupo plantou explosivos num busto de John F. Kennedy no centro de La Paz. A organização também é suspeita de plantar explosivos no centro comercial Gran Área em 17 de outubro, mas nenhum grupo reivindicou esse incidente.
Em 4 de dezembro, a polícia do "Centro Especial de Investigaciones Policiales" (CEIP) capturou Evaristo Salazar, um dos dois membros da organização peruana Movimento Revolucionário Tupac Amaru que operava no CNPZ, durante uma operação secreta na qual a família Lonsdale prometeu entregar o resgate. A polícia boliviana torturou Salazar, descobriu onde o grupo mantinha Lonsdale e finalmente atirou nele mais tarde naquela noite. Durante uma operação policial para recuperar Lonsdale, o empresário sequestrado e três guerrilheiros do CNPZ foram mortos a tiros, enquanto outros dois membros do CNPZ foram capturados vivos. Um relatório forense indica que pelo menos um dos guerrilheiros, o cidadão italiano Michael Northfuster, foi baleado à queima-roupa em uma aparente execução, em reação a essa execução guerrilheiros do CNPZ ameaçaram membros da imprensa e forças de segurança com mais ataques, além de desmentir a morte de Lonsdale, que teria perdido a vida devido aos tiros disparados pela polícia boliviana, e que o militante Evaristo Salazar (de nacionalidade peruana e pertencente ao MRTA) havia sido torturado e assassinado pela polícia. Em relação a Northfuster, vulgo Comandante Gonzalo e ex-seminarista jesuíta, as investigações policiais estabeleceram que ele chegou à Bolívia em 1986 após anos de chumbo.
Atualmente, diversas organizações de esquerda incorporam a ideologia do grupo, além de solicitarem uma investigação clara e independente, mostrando que os militantes mortos na operação de dezembro de 1990 foram assassinados extrajudicialmente.